# Syrets (metrostation)
Syrets (Oekraïens: Сирець, ⓘ) is een station van de metro van Kiev. Het station is het noordwestelijke eindpunt van de Syretsko-Petsjerska-lijn en werd geopend op 14 oktober 2004. Het metrostation bevindt zich in de wijk Syrets in het noordwesten van Kiev. Op het naastgelegen gelijknamige spoorwegstation kan overgestapt worden op treinen van het voorstadsnet.
Het station is diep gelegen en beschikt over een perronhal die door arcades van de sporen wordt gescheiden. De wanden zijn bekleed met grijs marmer waarin een rode band is aangebracht en de vloeren zijn geplaveid met rood en grijs graniet. Het bovengrondse toegangsgebouw bevindt zich aan het eind van de Voelytsja Sjtsjoesjeva (Sjtsjoesevstraat). In dit gebouw is ook een aantal dienstruimtes van het metrobedrijf ondergebracht.